# OSG West-Friesland
De OSG West-Friesland is een middelbare school in de Noord-Hollandse stad Hoorn. Het hoofdgebouw van de school is sinds 2001 in het Monumentenregister ingeschreven als rijksmonument. Het pand is tussen 1908 en 1910 gebouwd om de Rijks Hogere Burger School te huisvesten, die aanvankelijk als Hogere Burgerschool gevestigd was in de voormalige Kamer van de Oost-Indische Compagnie in de Muntstraat. De school heeft later ook de namen West-Fries Lyceum en Rijksscholengemeenschap „West-Friesland” gedragen. In 1993 werd de huidige naam aangenomen.
De school is in 1868 als Hogere Burger School door de gemeente Hoorn opgericht. Sinds de oprichting van het Atlas College, in 1994, maakt de huidige school daar deel van uit. De huidige school biedt plaats aan leerlingen van mavo, vmbo, havo, vwo, technasium en gymnasium.

## Geschiedenis
Het hoofdgebouw is tussen 1908 en 1910 gebouwd en wordt nog altijd gebruikt door de school. Gedurende de oorlogsjaren is de school meerdere keren gevorderd. De toenmalige schooldirecteur, 'baas J.D. Poll', heeft gedurende de oorlog meerdere leerlingen buiten de arbeitseinsatz weten te houden. De onderwijsinstelling werd in 1948 uitgebreid met een gymnasium en 9 jaar later samengevoegd met de Middelbare Meisjes School. Hierdoor kwamen er extra leerlingen bij waardoor de school in 1967 uitgebreid moest worden met een aula en een extra vleugel. In 1968 werd de naam veranderd in Rijks Scholengemeenschap West-Friesland en 10 jaar later kwam er ook een mavo-afdeling bij.
In de jaren 80 is aan de overkant van de Bontekoestraat een bijgebouw geplaatst. Naast het 'Bontekoegebouw' werd ook de 'Bontekoe-gymzaal' gebouwd. Naast dit bijgebouw zijn in 2010 noodlokalen geplaatst wegens een blijvende groei van het aantal leerlingen.
In 1991 werd de naam Openbare Scholengemeenschap West-Friesland, omdat het Rijk de school overdroeg aan de gemeente Hoorn. In 1994 ging de school op in het Atlas College. In 2017 werd er een grootschalige uitbreiding en verbouwing uitgevoerd aan het "Hoofdgebouw" (het oude gebouw) en het "Bontekoegebouw"

## Interieur
Een deel van het oorspronkelijke interieur in het hoofdgebouw is bewaard gebleven, waaronder de centrale hal in het hoofdgebouw. In de centrale hal zijn kalkstenen zuilen, halfzuilen en pilasters geplaatst op hardstenen postamenten geplaatst, die door rond- en korfbogen verbonden worden. In het trappenhuis bevindt zich een groot rondboogvenster. De bordestrap splitst zich in twee delen, de armleuningen zijn van gesmeed ijzer en bevatten krulmotieven. Bij de grote verbouwing in 2017 zijn de lokalen op de beganegrond van hoofdgebouw 100 tot 200 genummerd, op de eerste verdieping 200 tot 300 en de twee torentjes 300 en 301. Van de beganegrond van het Bontekoegebouw 400 tot 500 genummerd en de eerste verdieping 500 tot 600. Tevens heb je meerdere lokalen met letters (bijvoorbeeld 100A) voor de gespecialiseerde afdelingen.

## Exterieur
Het hoofdgebouw heeft een U-vormige plattegrond en is gebouwd in de stijl van de neorenaissance. Aan de linkerzijde van het gebouw is de conciergewoning geplaatst, eveneens in neorenaissance stijl. Het hoofdgebouw ligt in zekere zin aan twee straten: de noordvleugel en het hoofdgedeelte liggen aan de J.D. Pollstraat en de zuidvleugel ligt aan de Johan Messchaertstraat. Het gehele gebouw is opgetrokken uit rode waalsteen. Het pand heeft twee bouwlagen onder een samengesteld door leien gedekt dak. De leien zijn in zogenaamde maasdekking geplaatst. In totaal heeft het dak 15 dakkapellen die elk twee vierruits draairamen hebben. Op alle dakkapellen staat een schilddak met daarop een piron.
Rondom het pand lopen drie cordonlijsten van rode profielstenen, ter hoogte van de vensterbanken. Ook lopen er banden van kalksteen om het pand ter hoogte van de tussen- en bovendorpels van de vensters.
Ter hoogte van de vloeren van de bovenverdiepingen zijn smeedijzeren muurankers geplaatst.

### Voorgevel
Naast de dakkapellen heeft de voorgevel, gelegen op het westen, drie risalerende geveltoppen. Twee risalieten op de hoeken van de voorgevel en een, breder dan de andere twee, in het midden. Boven in deze geveltoppen zijn omlijstingen aangebracht bestaande uit kalkstenen voluten. Achter de middelste risaliet steekt een schilddak boven het hoofddak uit, op de twee nokeinden staan pirons. Op de begane grond steekt de ingang naar binnen. De dubbele paneeldeur wordt omgeven door een korfboogvormige pui met roedenramen. Bij de verbouwing werd in 2017 op de eerste verdieping de P. Snoekbrug (genoemd naar Belgisch dichter Paul Snoek) gebouwd als doorgang naar het Bontekoegebouw.

### Achtergevel
De achtergevel ligt op het oosten en heeft een uitstekende middenpartij. In deze middenpartij is een risalerende topgevel geplaatst. Voor de middenparti is een hardstenen trap van twee treden met gemetselde balustrade geplaatst. Achter de deur bevindt zich een trappenhuis dat belicht wordt door een groot rondboogvenster dat bestaat uit meerdere rondboogramen. Hierboven is een ovaal venster geplaatst met daarin glas in lood. Aan weerszijden van de toegang zijn zesruits vensters aangebracht. Deze bevinden zich direct naast de deur en aan de zijkanten op de parterre. Aan weerszijden van de middenpartij is het gebouw uitgebouwd, waardoor de oude achtergevel aan het zicht is onttrokken.

### Noordelijke vleugel
De noordelijke vleugel, aan de linkerzijde van de voorgevel, bestaat uit een zijvleugel van het hoofdgebouw en een extra vleugel. Aan deze gevel bevindt zich een driezijdige traptoren, het dak is met zinkplaten bedekt en is klokvormig. Op de beide verdiepingen van de toren zijn glas in loodvensters aangebracht, de twee vensters bestaan elk uit twee ruiten.
Links van de toren is een tussenpartij die het hoofdgedeelte van het pand verbindt met de zijvleugel. De tussenpartij heeft een zadeldak dat lager is dan de andere twee daken, hierdoor komen de gevels van de naastgelegen partijen deels tevoorschijn. De gevels zijn voorzien van voluten.
In de achtergevel zijn vier getoogde dubbele deuren geplaatst, in elk van de deuren twee ruiten boven elkaar. Op vier vensters in de eerste verdieping en twee kleine getoogde zesruits vensters na is deze gevel gesloten.

### Zuidelijke vleugel
De zuidelijke vleugel, aan de rechterzijde van het hoofdgedeelte, bevat slechts een dakkapel. De zuidelijke gevel is verdeeld in vier gevelvlakken, van deze vier is het meest linker vlak risalerend en bevat een topgevel. In de topgevel is een ovaal venster aangebracht. In het, van links getelde, tweede gevelvlak is op de eerste verdieping een erker geplaatst. De erker is driezijdig en wordt gedragen door een gebeeldhouwde monsterkop. Ook het derde vlak heeft een topgevel.
De noordelijke gevel heeft op de hoek een risalerend deel dat over de begane grond en de eerste verdieping gaat. Deze uitbouw heeft een eigen schilddak. De oostelijke gevel van deze vleugel bevat op de begane grond een doorgang naar de nieuwbouw aan de Bontekoestraat.